# Aldo Donelli
Aldo Donelli (22 de julho de 1907 - 9 de agosto de 1994) foi um futebolista norte-americano. Ele competiu na Copa do Mundo FIFA de 1934, sediada na Itália, na qual a seleção de seu país terminou na última colocação dentre os 16 participantes.